# Petrorossia angustibasalis
Petrorossia angustibasalis är en tvåvingeart som beskrevs av Hesse 1956. Petrorossia angustibasalis ingår i släktet Petrorossia och familjen svävflugor. Inga underarter finns listade i Catalogue of Life.